# Epsilon Aquilae
Epsilon Aquilae is een binaire dubbelster in het sterrenbeeld Arend (Aquila) op ongeveer 179 lichtjaar van de Zon. Het systeem heeft een periode van 1,271 dagen (3,5 jaar). De helderste component is een type K reus (K1 III). De ster heeft minstens tweemaal de massa van de Zon, tienmaal haar omvang en is 54 keer zo helder.
Samen met zeta Aquilae staat de ster bekend onder de Arabische naam Deneb el Okab.